# هم‌واریانسی

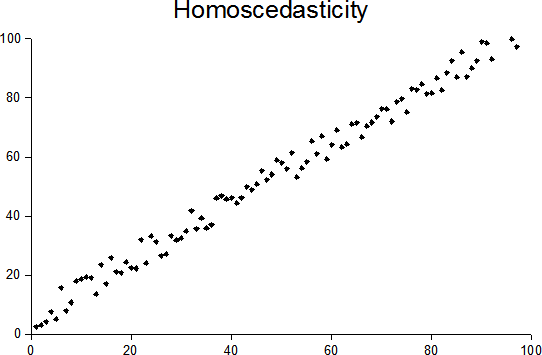
طرحی از داده‌های تصادفی که دارای واریانس‌های همگن می‌باشند: در هر مقداری از داده‌های x، داده‌های y دارای واریانسی برابر می‌باشند.

هم‌واریانسی (به انگلیسی: Homoscedasticity)، در آمار، یک توالی (یا یک دنباله) از متغیرهای تصادفی است که همه متغیرهای تصادفی آن، محدود به همان واریانس باشند؛ که به عنوان همگنی واریانس نیز شناخته می‌شود.
برای نمونه، فرض کنید که یک دنباله از متغیرهای تصادفی و یک دنباله از بردارهای تصادفی وجود دارد؛ حال، چنانچه واریانس دنبالهٔ متغیرهای تصادفی با واریانس دنبالهٔ بردارهای تصادفی برابر باشند در این صورت می‌گوییم که این دو دنباله دارای واریانس‌های همگن یا هم‌واریانسی می‌باشند.